# Верхненерчинская впадина
Верхнене́рчинская впа́дина — впадина в средней части Забайкальского края России.

## Расположение
Верхненерчинская впадина расположена между хребтом Черского (с северо-востока), Муройским хребтом и хребтом Олёкминский Становик (с юго-востока). Впадина начинается на юго-западе, вблизи устья реки Апкая (левый приток Нерчи) и протягивается на северо-восток, до окрестностей устья реки Чучульту (левый приток Нерчи). Общая протяжённость впадины превышает 100 км, ширина изменяется от 1-2 до 7 км.

## Геология
Впадина сложена осадочными формациями (с проявлением фосфоритов и бурых углей), которые сверху перекрыты отложениями кайнозойского возраста незначительной мощности. Заложение впадины произошло в мезозое, дальнейшее формирование шло в неоген-четвертичное.
Пониженную часть впадины занимают река Нерча и устьевые участки её притоков с урезами воды от 650 до 750 м. Преобладающие типы ландшафтов: приречные луга, которые по склонам переходят в горную тайгу с ерниками и марями.